# Podove, Kameanka-Dniprovska
Podove (în ucraineană Подове) este un sat în comuna Novodniprovka din raionul Kameanka-Dniprovska, regiunea Zaporijjea, Ucraina.

## Demografie
Componența lingvistică a localității Podove
     Ucraineană (59,42%)
     Rusă (39,49%)
     Alte limbi (0,36%)
Conform recensământului din 2001, majoritatea populației localității Podove era vorbitoare de ucraineană (59,42%), existând în minoritate și vorbitori de rusă (39,49%).